# West-Europese das
De West-Europese das of Europese das (Meles meles meles Linnaeus, 1758) is een ondersoort van de das.
In Europa is de West-Europese das de meest algemeen voorkomende van alle ondersoorten van de das. De ondersoort komt voor in grote delen van het continent, waaronder ook in Nederland en België.